# Gregório Canali
Frei Gregório Canali (Veneza, 1563 – Roma, 1631) foi um padre carmelita italiano. Foi Prior Geral de 1625 a 1631.
Foi provincial da Província Carmelitana de Veneza. Em 1620 foi eleito procurador geral da sua ordem. Sua eleição como prior geral aconteceu no capítulo geral celebrado em Trapani (1625). Sua principal obra foi a publicação das constituições carmelitas de 1626, que permaneceram válidas até o início do século XX.